# Når dyrene drømmer
Når dyrene drømmer (internationale titel: When Animals Dream) is een Deense film uit 2014 onder regie van Jonas Alexander Arnby. De film ging in première op 19 mei op het Filmfestival van Cannes en had zijn Belgische avant-première op het Film Fest Gent 2014.

## Verhaal
Marie is een verlegen zestienjarig meisje dat in een afgelegen vissersdorpje woont samen met haar beschermende vader en haar zieke, aan de rolstoel gekluisterde moeder. Haar lichaam begint te veranderen maar niet op een manier zoals bij een normale tiener. Haar familie heeft meer geheimen dan ze denkt want ze blijkt bepaalde genen van haar moeder geërfd te hebben waardoor ze op gezette tijden transformeert in een weerwolf.

## Rolverdeling
| Acteur                 | Personage      |
| ---------------------- | -------------- |
| Sonia Suhl             | Marie          |
| Lars Mikkelsen         | Thor           |
| Jakob Oftebro          | Daniel         |
| Sonja Richter          | Marie’s moeder |
| Mads Riisom            | Felix          |
| Benjamin Boe Rasmussen | Ib             |
| Esben Dalgaard         | Bjarne         |

## Prijzen & nominaties

### Prijzen
- Athens International Film Festival 2014: City of Athens Award - Best Director (Jonas Alexander Arnby)

### Nominaties
- Filmfestival van Cannes 2014: Critics Week Grand Prize
- Filmfestival van Cannes 2014: Golden Camera
- Filmfestival van Cannes 2014: Queer Palm
- Puchon International Fantastic Film Festival 2014: Best of Puchon